# Mordfall Melanie Frank
Der Mordfall Melanie Frank ist ein ungeklärter Kriminalfall der bis 2009 als Vermisstenfall behandelt wurde. Die 13-jährige Schülerin Melanie Frank verschwand am 16. Juni 1999 in Wiesbaden und galt seitdem als Vermisst. Ihre sterblichen Überreste wurden am 20. August 2008 in einem Waldgebiet im rheinland-pfälzischen Rhein-Hunsrück-Kreis gefunden.

## Verschwinden
Am Abend des 16. Juni 1999 gegen 20:30 Uhr schickte die Mutter von Melanie Frank sie los, um noch Zigaretten zu holen. Melanie verließ daraufhin die gemeinsame Wohnung. Als sie nach einer halben Stunde noch immer nicht Zuhause angekommen war, machte sich ihre besorgte Mutter gemeinsam mit der Großmutter von Melanie auf die Suche nach ihr. Sie befragten mehrere Passanten und sogar die Mitarbeiterin eines Kiosks, in dem Melanie des Öfteren auch einkaufte. Ihrer Mutter und ihrer Großmutter gelang es nicht Melanie zu finden, weswegen sich ihre Mutter noch am selben Abend an die Polizei wendete. Trotz den sofortig eingeleiteten Suchmaßnahmen brachten auch diese keine Ergebnisse.
Zufolge der Aussage von Melanies Mutter holte ihre Tochter üblicherweise Zigaretten aus einem Automaten, der sich nur wenige Minuten zu Fuß von der Wohnung entfernt lag. Zeugen berichteten, gegen 21:00 Uhr ein Mädchen gesehen zu haben, bei dem es sich mit hoher Wahrscheinlichkeit um Melanie gehandelt haben dürfte. Dieses Mädchen stand vor dem Eingang eines Hauses in der Graf-von-Galen-Straße, sah in Richtung der Straßenzufahrt. Für die Passanten erweckte es den Eindruck, als würde das Mädchen auf jemanden warten. Danach verliert sich jede Spur.

## Ermittlungen als Vermisstenfall
Bereits in der Woche des Verschwindens kamen zunächst Leichenspürhunde zum Einsatz. Daraufhin wurde das an der Landstraße 214 gelegene Waldstück im Rhein-Hunsrück-Kreis von den Ermittlern abgesucht. Die gesuchten Gegenstände - die Bekleidung von Melanie Frank, ihre Uhr und Kette - sowie weitere menschliche Überreste von ihr konnten dabei nicht aufgefunden werden.
Die Polizei suchte mit Hunden, Pferden und einem Hubschrauber das gesamte Wohngebiet ab, etwa 370 Freunde, Nachbarn und Schulkameraden wurden in den folgenden Jahren befragt, jedoch ohne dabei entscheidend weiter zu kommen.

## Auffinden der Leiche
Knapp 70 Kilometer von Melanie Franks Wohnhaus entfernt fanden am 20. August 2008 Mitarbeiter des Forstamts in einem bei Kisselbach gelegenen Waldgelände einen vollständig skelettierten menschlichen Schädel. Sie verständigten darauf die Polizei. Bei einer späteren Suche konnte ein Oberschenkelknochen aufgefunden werden. Rechtsmedizinische Untersuchungen an beiden Skelettteilen ergaben eine übereinstimmende DNA. Nach Recherchen in der DNA-Analysedatei stand fest, dass es sich um Knochen von Melanie Frank handelte.

## Ermittlungen nach dem Leichenfund
Anhand der Skelettteile war eine genaue Todesursachenfeststellung unmöglich geworden, allerdings geht die Polizei von einem Gewaltverbrechen aus. Die Ermittler gehen mittlerweile davon aus, dass der Täter von „sexuellen Fantasien“ zur Tat getrieben wurde.
Während der Hausdurchsuchung, die mit der Festnahme von Rick J. im Mordfall Johanna Bohnacker einherging, wurde ein Zettel gefunden, auf dem der Name „Mellie Franke“ stand, was Anlass zu Vermutungen gab, dass Rick J. auch mit dem Verschwinden von Melanie Frank etwas zu tun haben könnte, zudem verschwand Melanie Frank nur wenige Monate vor dem Mord an Johanna Bohnacker. Zum Zeitpunkt des Leichenfunds wurden in dem Waldstück, nicht bei den Skelettteilen, auch Reste von Klebeband gefunden. Klebeband, das im Mordfall Johanna Bohnacker eine wichtige Rolle spielte. Rick J. bestreitet, mit dem Mord an Melanie Frank etwas zu tun zu haben. Eine Verbindung zur Tat konnte ihm auch sonst nicht nachgewiesen werden.

## Rezeption
Der Fall wurde jahrelang immer wieder von den Medien aufgegriffen. Unter anderem wurde der Fall mehrmals in der ZDF-Fernsehreihe Aktenzeichen XY … ungelöst vorgestellt, dabei zweimal als Filmfall (2005 und 2020).